# Lerista lineata
Lerista lineata är en ödleart som beskrevs av  Bell 1833. Lerista lineata ingår i släktet Lerista och familjen skinkar. Inga underarter finns listade i Catalogue of Life.